# نهائي كأس إيطاليا 1960
نهائي كأس إيطاليا 1960 هي المباراة النهائية من منافسة كأس إيطاليا 1959–60، أقيمت المباراة في 18 سبتمبر 1960، في ملعب جوزيبي مياتسا، بين فريقي يوفنتوس، ونادي فيورنتينا، وفاز فيها يوفنتوس، بعد أن هزم نادي فيورنتينا، بنتيجة 3 - 2، وكان حكم المباراة Raoul Righi ‏، وحضر المباراة 70000 شخصاً.

## تفاصيل المباراة
لعبت المباراة النهائية في 18 سبتمبر 1960.
| يوفنتوس                           | 3 -2 | نادي فيورنتينا                                      |
| --------------------------------- | ---- | --------------------------------------------------- |
| جون تشارلز 10 ' · جون تشارلز 73 ' |      | No ID 45 ' · دينو دا كوستا 60 ' · No ID 97 ' (ه.ذ.) |